# Serra d'Onil
La serra d'Onil, també coneguda com de Biar o el Carrascal d'Onil, és un massís muntanyós entre les comarques de l'Alt Vinalopó i l'Alcoià, al País Valencià. Arriba a la màxima altura al cim de la Fenossossa o l'Alt de la Barcella, amb 1.211 metres d'alçada.

## Orografia
Aquest conjunt s'estén de nord-est a sud-oest constituint la prolongació meridional del massís de Mariola, entre els termes municipals de Banyeres de Mariola, Onil i Biar. Pel flanc nord de la serra discorre paral·lela la serra de la Fontanella, només separada per una petita vall per la qual discorren la rambla del Pinar i el barranc de Pinarets. Ambdues alineacions defineixen el límit de la vall de Biar.
A l'extrem est es situa l'Alt de Biscoi (1.161 m) i la seua serra que serveix d'enllaç amb la serra del Menejador d'Alcoi. Al sud la Foia de Castalla li confereix a la serra d'Onil un aspecte de muralla rocallosa.
El sector més al sud-oest pren el nom de serra del Reconco, una unitat orogràfica definida pel pic del Reconco que amb els seus 1.205 m esdevé la segona altura del conjunt muntanyenc. Més enllà del coll de Biar trobem la serra del Flare i la serra de la Penya-rúbia que prolonguen cap al sud-oest la serralada en direcció a la vall del Vinalopó.
El conjunt de la serra de d'Onil ocupa una superfície de 112 km² entre els diversos subsistemes muntanyosos que la componen (les serres de la Fontanella, el Reconco i de Biscoi) i les agrestes valls que s'intercalen.
Els cims més destacats, a més a més dels ja esmentats de l'Alt de la Barcella (1.211 m), el Reconco (1.205 m) i l'Alt de Biscoi (1.161 m), són la penya la Blasca (1.119 m) en el sector de la serra de la Fontanella o l'Alt de la Gota (1.169 m).
Geomorfològicament les serres d'Onil i del Reconco són un sinclinal format per calcàries juràssiques i cretàcies. La serra de la Fontanella esdevé un anticlinal amb idèntics material. La orientació NE-SO correspon a la del Sistema Bètic valencià.

## Hidrografia
Diversos barrancs i rambles de cabal irregular drenen les aigües cap a les dues grans conques a les quals pertany la serra d'Onil: la del Vinalopó (pel nord) i la del riu Verd o Montnegre (pel sud). Al nord la rambla del Pinar de Camús (a la part occidental) i el barranc dels Pinarets (a l'oriental) serveixen de divisòria amb la serra de les Fontanelles. Al vessant sud es troben els barrancs dels Planets, de la Tauenga, del Tormo o del Cirer, entre d'altres. Al coll de Biar (a la divisòria entre la serra d'Onil i la del Frare) es troben els barrancs del Reconco que drena cap al Vinalopó i el barranc dels Flares o l'Alquitranera que drena cap al Verd.

## Fauna i flora
Pel que fa a la vegetació dominant a la serra, destaquen els frondosos boscos de pins i carrasques, sobretot a les ombries. A les vessants de solana han patit una important desforestació. La densitat de la vegetació permet la presència d’una rica comunitat faunística, amb gran varietat d’aus i alguns carnívors, com la geneta, el teixó o el gat salvatge. El senglar hi és abundant, mentre que als cingles hi ha algunes aus rapinyaires, com l’àguila cuabarrada, l’àguila daurada o el falcó pelegrí.

## Protecció
La serra no disposa de cap protecció especial que aglutine el conjunt tot i els valora mediambientals que atresora. Només el sector de la serra del Reconco s'integra en el Lloc d'importància comunitària (LIC) del Maigmó i les serres de la Foia de Castalla de la Xarxa Natura 2000.